# 李建明
李建明（1963年1月—），男，汉族，湖北武汉人，中华人民共和国政治人物。湖北医科大学临床医学专业毕业，武汉大学政治学理论专业在职博士学位。中共十九届中央纪委委员。

## 生平
1979年9月，在湖北医科大学临床医学专业学习。1982年1月加入中国共产党。1984年7月参加工作，任宜昌县鸦鹊岭卫生院医师，1984年9月，任副院长。1985年7月，任桥边卫生院院长。1985年11月，任宜昌县卫生局副局长、党委副书记。1987年7月，任中共湖北省委党校办公室秘书科副科长，1989年7月，任科长。1991年8月，任办公室副主任。1996年9月，任省委党校办公室主任。
1996年10月，任湖北省卫生厅副厅长、党组成员。2003年10月，任中共恩施州委副书记。2005年4月，任中共恩施州委副书记、纪委书记（其间：2000年9月—2005年12月，在武汉大学公共与行政管理学院政治学理论专业博士学习）。2006年3月，任湖北省体育局局长、党组书记。2010年5月，任中共荆州市委副书记，6月任代市长，2011年2月正式担任市长。2015年5月，任中共咸宁市委副书记、代理书记；10月，任中共咸宁市委书记。2016年11月，任中共恩施州委书记。2017年8月，转任中央纪委驻国家体育总局纪检组组长、国家体育总局党组成员。2018年10月，任国家体育总局副局长、党组成员。2021年7月14日，东京奥运会中国体育代表团在北京成立，他出任代表团副团长，率队参加东京奥运会。
2022年7月，改任中央纪委国家监委驻国家税务总局纪检监察组组长、国家税务总局党委委员。
2013年，当选第十二届全国人民代表大会湖北地区代表。